# Académie des Beaux-Arts de Kinshasa
The Académie des Beaux-Arts de Kinshasa (deutsch: Akademie der Bildenden Künste Kinshasa) ist eine Kunstakademie in Kinshasa, der Hauptstadt der Demokratischen Republik Kongo. Die Schule ist die einzige Kunstakademie Zentralafrikas, welche auf universitärem Niveau lehrt. Die Académie des Beaux-Arts bietet unter anderem Kurse in Metallbearbeitung, Innenarchitektur, Visueller Kommunikation, Skulpturenbildnerei und Malen an.

## Geschichte
Die Akademie wurde 1943 vom belgischen Missionar Marc Wallenda in der Stadt Matadi in Bas-Congo unter dem Namen École Saint-Luc à Gombe Matadi gegründet. Im Jahr 1949 zog sie nach Leopoldville, dem heutigen Kinshasa, um erhielt schließlich 1957 die Bezeichnung Académie des Beaux-Arts. Durch eine Reform der Hochschulbildung zur Zeit Mobutus wurde sie nach Gesetz Nr. 01-170 vom 7. Oktober 1981 zu einem Teil der nationalen Technischen Gymnasien.